# 藤本晃
藤本 晃（ふじもと あきら、1962年 - ）は、単立の浄土真宗寺院の僧侶（山口県下松市誓教寺住職）、パーリ仏教の研究者。（博士（文学））。広島大学大学院文学研究科客員教授。日本テーラワーダ仏教協会の講師も務める。元来は浄土真宗本願寺派の僧侶だったが、教義に対する考え方の違いにより、本願寺派から破門勧告を受け、宗派を離脱して単立寺院の僧侶となった。

## 来歴[5]
- 1962年、山口県下松市の寺院に次男として誕生[2]。山口県立下松高等学校を卒業後、学習院大学文学部哲学科進学。卒業後、龍谷大学大学院仏教学専攻修士課程修了、並びにカルガリー大学大学院宗教学専攻修士課程修了[2]。
- 1992年に誓教寺住職に就任。
- 1998年に広島大学大学院博士課程に進学し、2002年に修了[2]。博士（文学）[2]。

## 著作リスト
- 『功徳はなぜ廻向できるの? - 先祖供養・施餓鬼・お盆・彼岸の真意』（国書刊行会、2006年）
- 『廻向思想の研究 - 餓鬼救済物語を中心として』（国際仏教徒協会、2006年）
- 『死者たちの物語 - 『餓鬼事経』和訳と解説』（国書刊行会、2007年）
- 『お布施ってなに? - 経典に学ぶお布施の話』（国書刊行会、2007年）
- 『仏教の正しい先祖供養 - 功徳はなぜ廻向できるの?』（サンガ、2008年）
- 『悟りの階梯 - テーラワーダ仏教が明かす悟りの構造』（サンガ、2008年）
- 『ブッダの神通力 - 禅定と六神通と悟りへの道』（サンガ、2011年）
- 『お葬式の才覚 - 日本人なら知っておきたい』（新人物往来社、2011年）
- 『浄土真宗は仏教なのか?』（サンガ、2013年）
- 『『アビダンマッタサンガハ』を読む』（サンガ、2013年）
- 『日本仏教は仏教なのか? 第1巻（仏教の起源）』（サンガ、2015年）
- 『悟りの4つのステージ - 預流果、一来果、不還果、阿羅漢果』（サンガ、2015年）
- 『日本仏教は仏教なのか?第2巻（仏教はどうやって生き残ったのか?）』（サンガ、2016年）
- 『日本仏教は仏教なのか?第3巻（部派分裂の真実ー附・仏教はごまかせない―佐々木閑教授へのお答え）』(サンガ、2018年)

### 博士論文
- 『パーリ仏教における業報輪廻思想 - 自業自得の法則と布施の指定説の相克』（博士（文学）、甲種、広島大学、2002年）

### 共著
- 『ブッダの実践心理学 - アビダンマ講義シリーズ』1-8（アルボムッレ・スマナサーラ著、サンガ、2005年）